# Kotel'ničskij rajon
Il Kotel'ničskij rajon (in russo Котельничский район?) è un rajon dell'Oblast' di Kirov, nella Russia europea, il cui capoluogo è Kotel'nič. Istituito nel 1929, ricopre una superficie di 3.940 chilometri quadrati.